# 林格羅夫 (印地安納州)
林格羅夫（英語：Linn Grove）是位於美國印地安納州亞當斯縣的一個非建制地區。該地的面積和人口皆未知。

## 地理
林格羅夫的座標為40°38′42″N 85°01′59″W / 40.64500°N 85.03306°W，而該地的平均海拔高度為253米（即830英尺）。